# Mount Carroll
La ville de Mount Carroll est le siège du comté de Carroll, dans l'Illinois, aux États-Unis. Elle est incorporée le 2 septembre 1913,. Lors du recensement de 2010, la ville comptait une population de 1 717 habitants.